# Leptogenys reggae
Leptogenys reggae (лат.) — вид муравьёв (Formicidae) рода Leptogenys из подсемейства Ponerinae. Эндемик Ямайки.
Название вида отсылает к музыкальному жанру, связанному с Ямайкой, и, в частности, с местом рождения известных музыкантов регги, таких как Боб Марли и Burning Spear.

## Описание
Мелкие муравьи коричневого цвета (усики и ноги светлее). От близких видов отличаются следующими признаками: голова субпрямоугольная, срединная клипеальная лопасть широкая, на вершине тупо округлая с 3 срединными щетинками, латеральные края пластинчатые; сложный глаз широко выпуклый, на сужен, его длина составляет чуть менее одной трети длины латерального головного края, глаз расположен латерально на среднем расстоянии головы; мандибулы удлиненные, базальный и внешний края параллельны; петиоль субтреугольный при виде сбоку, антеродорсальный край выпуклый, узел на верхнем заднем конце с тупо заостренной вершиной. Жвалы вытянутые, сомкнутые прикасаются к клипеусу (без зазора между ними). Голова и брюшко, в основном, гладкие и блестящие, с мелкими пунктурами. Стебелёк состоит из одного членика (петиоль). Петиоль выше своей длины. Усики рабочих и самок 12-члениковые. Нижнечелюстные щупики 4-члениковые. Претергиты абдоминального сегмента IV со стридулитрумом. Средние и задние голени с 2 вершинными шпорами. Коготки лапок гребенчатые. Вид был впервые описан в 2011 году венесуэльским энтомологом Джоном Латтке (Museo del Instituto de Zoología Agrícola, Universidad Central de Venezuela, Maracay Венесуэла).